# Max Mix
Max Mix es el nombre de una de las más importantes sagas de Megamixes editadas en España y en muchos otros lugares del mundo, a través de la extinta compañía discográfica Max Music fundada por Ricardo Campoy y Miguel Degà, desde 1985 hasta 1997. En los últimos años ha sido continuada por la compañía Blanco y Negro Music.

## Historia

### Origen
A finales de 1984 la compañía discográfica Max Music organizó un concurso en el que buscaban gente con creatividad e ingenio para la mezcla de canciones. El concurso acabó ganándolo Mike Platinas (Miquel Fabrellas) quien, como premio, grabó el primer disco de esta saga junto a Javier Ussía. Curiosamente, en segundo lugar quedó José María Castells quien se haría cargo del proyecto junto a Toni Peret a partir del tercer volumen.
Hasta aquel momento, las únicas obras de concepto similar en España habían sido realizadas por Raúl Orellana, quien fue pionero en editar los primeros discos de mezclas del país a través del sello discográfico Blanco y Negro Music.

### Max Mix (El Primer Megamix Español) (1985)
El Max Mix plasmaba por primera vez en España técnicas que hasta ese momento solo se habían puesto en practica fuera de nuestras fronteras. Tras trabajos grabados en directo como The Adventures Of Grandmaster Flash On The Wheels Of Steel de (1981)], se comenzaban a editar discos donde se intercalaban efectos realizados en vivo por DJs de platos con efectos de corte de cinta, como los que se pueden encontrar en Master Genius - Let's Break Into The 80's editado por el sello Neerlandés Break Records en 1983. En aquel momento este tipo de trabajos fueron innovadores en todos los sentidos, ya que además de mezclar las canciones entre sí, se añadían efectos a las mismas, sin perder la musicalidad. El proceso de grabación estaba hecho totalmente a mano, es decir, los efectos se hacían cortando y empalmando cinta, con lo que la elaboración era totalmente artesanal.
Max Music instaura a través del Max Mix el concepto actualmente conocido como “Megamix” para referirse a estos montajes musicales. En la carátula aparece una caricatura de Javier Ussía y Mike Platinas en la cabina con espectadores detrás y ambos con el pulgar arriba y debajo unos porteadores con un cartel. El disco contenía las versiones Megamix y mix, sin incluir sueltas las canciones que lo conformaban. 

#### Temas incluidos Max Mix 1
- Miko Mission - How Old Are You?
- Ric Fellini - "Welcome To Rimini"
- Viola Wills - "Gonna Get Along Without You Now"
- Kim Fields - "He Loves Me, He Loves Me Not"
- Fénix - "Talk About"
- Vam Cyborg - "El valle de los dioses (Gods' valley)"

La mezcla va desde el italo disco de los primeros temas al disco de Viola Wills. A continuación se pasa al Freestyle para terminar con un tecno-pop muy influenciado por euro disco. 
El disco fue todo un éxito de ventas, y 6 meses después salió al mercado su segundo volumen.

### Max Mix 2 (El Segundo Megamix Español) (1985)
Este nuevo volumen superaba con creces a su antecesor, tanto técnica como artísticamente, ya que, como sus autores comentaron en una entrevista años después, la discográfica permitió más libertad creativa que con el primer volumen. En esta secuela se pueden apreciar cortes y efectos mucho más elaborados.
El máster original constaba de más de 620 cortes. En la carátula aparecen Javier Ussía y Mike Platinas con auriculares y uno de ellos un disco en la mano y el otro un conector.

#### Temas incluidos Max Mix 2
- Silver Pozzoli - "Around My Dream"
- Scotch - "Delirio Mind"
- Scotch - "Disco Band"
- Miko Mission - How Old Are You?
- Scotch - "Take Me Up"
- Betty Miranda - "Take Me To The Top"
- Miko Mission - "The World Is You"
- Fresh - "The Wolf" (El lobo)
- Matisse - "Fool For Love"
- Chris Luis - "The Heart Of The City"
- David Lyme - "Let's Go To Sitges"

La mezcla es completamente estilo italo disco, si bien algunos temas ya empiezan a ser producidos en España con el denominado Sabadell Sound.

### Max Mix 3 (El Tercer Megamix Español) (1986)
Después de elaborar el Max Mix 2, Mike Platinas y Javier Ussía marcharon de Max Music por discrepancias con la dirección que no les liquidaba lo convenido contractualmente de conformidad con las ventas oficiales computada por la Sociedad General de Autores de España
Max Music renovó a su equipo contando con Toni Peret y José María Castells como megamixers, y también con Andreu Ugas como ingeniero de sonido. Todos ellos permanecerían en la compañía discográfica hasta 1997.

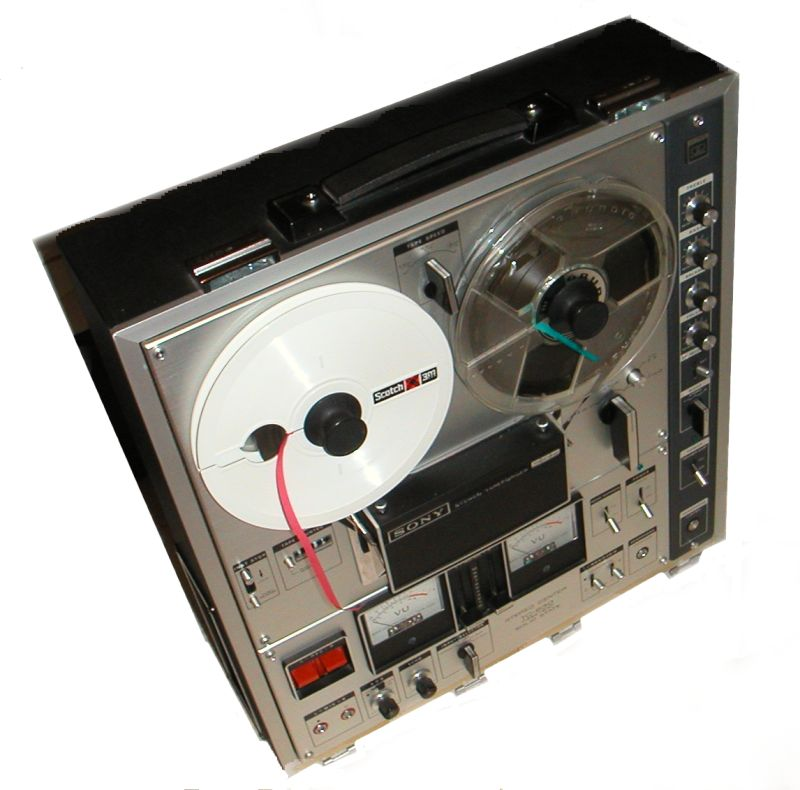
Magnetófono de bobina abierta, dispositivo empleado para el manipulado del audio y montaje de repeticiones y secuencias en megamixes.

El Max Mix 3 (el tercer Megamix español) fue un gran salto cualitativo respecto a sus antecesores añadiendo además el uso del sampler secuenciado, que Andreu Ugas, el ingeniero a cargo de la grabación de la saga denominó "beatbreaker". Esto permitió a Peret y Castells experimentar creando nuevos efectos que hicieron evolucionar el sector de megamix. El uso del sampler se hace patente durante todo el Max Mix 3 dando juego a secuencias estereofónicas más enrevesadas y haciendo mucho más divertido oír el megamix. En cuanto a la carátula, aparecen ambos DJs sobre un tocadiscos.

#### Temas incluidos Max Mix 3
- Torrevado - "Living In The Shuttle"
- Eugene - "Livin' In Your Love"
- Big Tony -	"Can't Get Enough Of Your Love"
- Kelly Brown - "Only You Can"
- Moses - "Our Revolution"
- Alan Cook - "Do You Want To Stay"
- R. Bais - "Dial My Number"
- Silver Pozzoli - "Step By Step"
- Grant Miller - "Colder Than Ice"
- David Lyme - "Bambina"
- Two Of Us - "Blue Night Shadow"

Como en el volumen anterior, casi todos los temas son italo disco y alguno de ellos del Sabadell Sound. El último tema es Eurodisco influenciado por dance rock.
A partir de aquí muchas compañías quisieron subirse al carro y sacaron productos similares. El competidor directo del Max Mix era el Bolero Mix (iniciado por Raúl Orellana en Blanco y Negro Music 1986), y que a partir del volumen número 6 (1990), contó con Quique Tejada que con su aporte dio una nueva dimensión a la saga convirtiendo a los Bolero Mix en un duro rival para los Max Mix.

### Max Mix 4 (Hazte tu megamix) (1986)
En el Max Mix 4 Toni Peret y José María Castells llevaron aún más lejos la saga consiguiendo el récord Guinness al superar las ventas en la primera quincena de un disco de Julio Iglesias. Este cuarto volumen venía con una caja y en su interior un kit para hacer un megamix propio, de ahí el eslogan de la portada: «Hazte tu propio Megamix». El kit incluía material para cortar y pegar cinta, dos resbaladores para los platos y un libro explicativo de Toni Peret y José María Castells, para hacer un megamix propio. 
Como curiosidad, ante la imposibilidad de obtener la licencia del tema Holiday Rap para el recopilatorio ambos DJs realizaron un cover interpretado por ellos mismos. Además, se inició la costumbre de incluir diferentes ambientaciones en la carátula. Para esta primera ocasión en la portada aparecen Peret y Castells en un telesilla rodeados de nieve.

#### Temas incluidos Max Mix 4
- Bruce & Bongo - "Geil"
- Bruce & Bongo - "Hi Ho"
- Eddy Huntington - "U.S.S.R."
- Spagna - "Easy Lady"
- Silver Pozzoli - "Around My Dream"
- Toni Peret & José María Castells - "Holiday Rap"
- Paul Rein - "Lady-O"
- David Lyme - "Play Boy"
- Fantasy - "He's Number One"
- Kristian Conde - "Dolce Vita"
- Alan Cook - "Bad Dreams"

y, además, sin ser incluidos en el megamix:
- Silver Pozzoli - "From You To Me"
- Tokio - "You Can't Stop This Game"
- Trio Rio - "New York-Rio-Tokyo"

Nuevamente la gran mayoría de temas son italo disco con algunos de ellos producidos en España (Sabadell Sound). Los temas de Bruce & Bongo son de producción alemana, German disco.

### Max Mix 5 (1987)
El Max Mix 5 se vendió en dos partes. El Max Mix 5 - 2ª Parte venía con una caja similar a la del Max Mix 4 para guardar los dos volúmenes e incluía un librito con una breve exposición de los artistas incluidos en la recopilación. La primera parte se lanzó antes del verano de 1987 y 3 meses después fue publicado el Max Mix 5 - 2ª Parte. Las carátulas de ambos álbumes se continúan la una a la otra. En la primera parte están ambos DJs en un globo aerostático anclado en una tienda de discos, y en la segunda parte están navegando en el mismo globo.
Dado que las dos partes se realizaron en la temporada estival, de cara a navidades exploraron otras alternativas creando la saga Dolce Vita Mix con temas italo disco de la primera mitad de la década, momento que la competencia aprovechó para lanzar el "Bolero Mix 2" de la mano de Raúl Orellana.

#### Temas incluidos Max Mix 5
1ª Parte
- Lucia - "La Isla Bonita (Rap)"
- P 4F - "Notorious (Medley With Le Freak)"
- Mel & Kim - "Showing Out"
- Steve Clark - "No More Love"
- David Lyme - "I Don't Wanna Lose You"
- Level 42 - "Running In The Family"
- Laserdance - "Power Run"
- The Communards - "Don't Leave Me This Way"
- Kim Ross -  "Can't Take My Eyes Of You"
- L.I.F.E. -	"You're All Played Out"
- Blue Cabs - "You Can Do It (Rap)"
- Michael Bedford - "More Than A Kiss"

2ª Parte
- Italian Boys - "Forever Lovers"
- Tavares - "C'est La Vie"
- Kool & the Gang - "Get Down On It"
- Eddy Huntington - "Up & Down"
- Morgana - "Ready For Love"
- Invidia - "Plaza De Toros"
- Kool & the Gang - "Fresh"
- Mel & Kim - "Respectable"
- Company B - "Fascinated"
- David Lyme - "Bye, Bye Mi Amor"
- Michael Fortunati - "Into The Night"
- Alan Cook - "Running Away"

y además, en este volumen sin ser incluido en el megamix:
- Kool & the Gang - "Victory"

Se empiezan a modificar los estilos musicales, abriendo el abanico del italo disco, incluidos los temas de Sabadell Sound, al dance pop de años anteriores como Kool & the Gang, The Communards y Kim Rose o con toque sophisti-pop de Level 42, el freestyle de Company B, el eurobeat de Mel & Kim o Michel Fortunati y el sonido hip hop de L.I.F.E. y Blue Cabs.

### Max Mix 6 (El auténtico megamix) (1988)
El Max Mix 6 Toni Peret y José María Castells evolucionaron el concepto de megamix tal y como se conocía hasta el momento ya que fue el primer megamix en incorporar el multisampling, con este nuevo avance se podían disparar varias secuencias a la vez. La secuencia más clara de multisampling en este megamix es la que hacen en la parte final del tema "I Should Be So Lucky" de Kylie Minogue, aunque se puede encontrar multisampling en la gran parte del megamix. Además, por primera vez se incluyen las versiones extendidas de los temas. En cuanto a la carátula, en esta ocasión aparecen en un velero. Originariamente utilizaron la coletilla "el auténtico megamix" para hacer hincapié en que eran la verdadera referencia del megamix.
También se publicó una edición exclusiva para Alemania que se tituló Max Mix 6 Zyx Edition, editada por la compañía ZYX Records, y que es prácticamente idéntica a la española, exceptuando la inclusión de temas como "Hot Girl" de Sabrina o Tell It to My Heart de Taylor Dayne, que por problemas de licencias, no se pudieron incluir en la edición española. De todas formas otra parte de este mix se incluiría en el "Max Mix 7", la correspondiente al tema "Theme from S-Xpress".
A principios de año la competencia había lanzado el "Bolero Mix 3" de Raúl Orellana, mientras Mike Platinas publica en solitario el "NRG4U".

#### Temas incluidos Max Mix 6
Max Mix 6
- Tom Hooker - "Feeling Okay"
- Kylie Minogue - I Should Be So Lucky
- Mel & Kim - "That's The Way It Is"
- Kurtis Blow - "The Breaks"
- B.B. & Q. Band - "On The Beat"
- Macho Gang - "Naughty Boy"
- David Lyme - "Never Say You Love Me"
- Ceejay - "A Little Love (What's Going On)"
- 49ers - "Die Walküre"

Max Mix 6 ZYX Edition
- Tom Hooker - "Feeling Okay"
- Kylie Minogue - I Should Be So Lucky
- Taylor Dayne - Tell It to My Heart
- Billy Ocean - "Get Outta My Dreams, Get Into My Car"
- Cappella - "Push The Beat"
- S'Express - "Theme From S'Express"
- Sabrina - "Hot Girl"
- David Lyme - "Never Say You Love Me"
- Koto - "Dragons Legend"
- Coldcut - "Doctorin The House"
- Pet Shop Boys - West End Girls

El estilo italo disco ya es muy minoritario, dando paso al Eurobeat y comenzando con el italo house con 49ers. Se mantiene una línea post-disco y hip hop con B.B. & Q. Band y Kurtis Blow respectivamente. En la versión alemana van un paso más allá incrementando la presencia de italo house e incluyendo Acid house con S'Express.

### Max Mix 7 (1988)
La mayor novedad del volumen 7 de la saga fue la transición hacia el sonido house, quedando el Eurobeat relegado al final del megamix, con una menor dedicación a esos temas tanto en duración como en efectos. Incluía una pequeña encuesta, que al enviarla, se recibía gratuitamente unos auriculares. En cuanto a la carátula, en esta ocasión aparecen ambos DJs disfrazados de astronautas como un guiño al final de la versión megamix. Por otra parte, el principio de dicha versión la realiza Joaquín Prat emulando su propia frase muleta, "A jugar!!", en el programa que presentaba con gran éxito en esa misma época, El precio justo.
Por esa época lanzan la segunda parte de la saga "Dolce Vita Mix". Raúl Orellana realizaba el "Bolero Mix 4" desde Blanco y Negro Music. Pasada la Navidad Mike Platinas y Scratch Boys publican el "NRG4U 2".

#### Temas incluidos Max Mix 7
- Club House - "Yeke Yeke Medley I'm A Man"
- Yazz And The Plastic Population - "The Only Way Is Up"
- Yello - "The Race"
- S-Express - "Theme From S-Express"
- Funhouse - "Dancin' Easy"
- Steve Clark - "You Can Say To Everybody"
- Michael Grant - "Don't Turn Your Back"
- Silver - "Let Me Be Your Love"
- Alan Cook - "I Need Somebody To Love Tonight"

EL italo house comienza a despuntar con Clubhouse y Funhouse, así como el Acid house en los temas de Yazz y S-Express, el cual ya venía de la edición alemana del volumen anterior. El eurobeat es hecho en España, como evolución del Sabadell Sound'.

### Max Mix 8 (1989)
En 1989 llega a España con toda su fuerza el House, el Acid house y el New beat. La música cambia radicalmente a sonidos más energéticos y electrónicos, generando un punto de inflexión entre la música de baile anterior y la que llegaba. Son los inicios de la música dance. 
Un par de meses antes de la publicación del megamix se lanza un recopilatorio llamado Acid Mix realizado también por Toni Peret y José María Castells incluyendo ya temas de los nuevos géneros. La carátula presenta a Peret y Castells haciendo justo su trabajo, de DJs en cabina.
Por su parte el "Bolero Mix" llega a su quinta entrega, última de Raúl Orellana.

#### Temas incluidos Max Mix 8
- Joe Smooth - "Promised Land"
- Kool Rock Steady - "Let's Get Hyped"
- Inner City - "Good Life"
- The Todd Terry Project - "Weekend"
- Turntable Orchestra - "You're Gonna Miss Me"
- Julian Jumpin Pérez - "Stand By Me"
- Paula Abdul - "Straight Up (house remix)"
- Humanoid - "Stakker Humanoid"
- WestBam - "Monkey Say, Monkey Do"
- Tragic Error - "Tanzen"

Temas house de Joe Smooth, Turntable Orchestra, Julian Jumpin Pérez, Paula Abdul y Joe Smooth. Inner City con un techno muy influido por el house de Chicago, a veces denominado Detroit house. The Todd Terry Project también con una mezcla de house y garage house. Humanoid poniendo el punto Acid y WestBam y 
Tragic Error el punto New Beat.

### Max Mix Collection
Unos meses después y justo antes del lanzamiento de la novena entrega de la saga, la discográfica decide publicar un recopilatorio de la saga hasta el momento del cambio de estilo sufrido por la música de baile. Toni Peret y José María Castells realizan un megamix editando los temas más relevantes de los siete primeros volúmenes aprovechando los efectos que ya estaban integrados en los mismos megamixes.

#### Temas incluidos Max Mix Collection
- Italian Boys - "Forever Lovers"
- Eddy Huntington - "U.S.S.R."
- Spagna - "Easy Lady"
- Miko Mission - "How Old Are You?"
- Silver Pozzoli - "Around My Dream"
- Tom Hooker - "Feeling Okay"
- Kylie Minogue - "I Should Be So Lucky"
- Peret y Castells - "Holiday Rap"
- Viola Wills - "Gonna Get Along Without You Now"
- Big Tony - "Can't Get Enough Of Your Love"
- Yazz And The Plastic Population - "The Only Way Is Up"
- Mel & Kim - "Showing Out"

### Max Mix 9 (1989)
Tras la fiebre Acid aparecen nuevas variantes de música como el diva house, como variante del italo house, el hip house o su variante con sonido techno de Technotronic. También se hace hueco el dance pop cogiendo elementos house.
En esta ocasión la carátula del Max Mix pone a los DJs motorizados.
En ese momento, Quique Tejada ficha por la competencia (Blanco y Negro Music), y comienza a realizar megamixes de alta calidad como el recopilatorio Top Ten.

#### Temas incluidos Max Mix 9
- Black Box - "Ride On Time"
- Big Fun - "Blame It On The Boogie"
- Ten Louis - "French Kiss"
- The Latin Age - "Está Loca"
- Technotronic - "Pump Up The Jam"
- Regina - "Lambada (Llorando Se Fue)"
- Mister Mixi & Skinny Scotty - "I Can Handle It"
- Westbam - "And Party"
- Starlight - "Numero Uno"
- Soulsister - "The Way To Your Heart"

Black Box con su estilo diva house y Technotronic con su technodance son los grandes reclamos del recopilatorio. Ten Louis pone la versión de "French kiss", cuya licencia no se pudo conseguir. The Latin Age y Mister Mixi & Skinny Scotty ofrecen diferentes versiones de hip house. Westbam pone el New Beat, Starlight el Acid house, Big Fun y Regina el toque dance pop y Soulsister el SoulPop estilo Motown.

### Max Mix 10 (1990)
Con el décimo volumen Peret y Castells mantuvieron la línea de estilos iniciados en el número anterior, pero con mayor preponderancia al Technodance. La carátula de esta edición visualiza a ambos DJs en una piscina.
Quique Tejada continúa la saga "Bolero Mix" con el sexto volumen pasándolo a un estilo muy similar al empleado en el Max Mix.

#### Temas incluidos Max Mix 10
- Technotronic Featuring Ya Kid - "Get Up (Before The Night Is Over)"
- Big Fun - "Can't Shake The Feeling"
- Black Box - "I Don't Know Anybody Else"
- Olimpia - "Beat & Rap"
- 49ers - "Touch Me"
- Technotronic Featuring MC Eric - "This Beat Is Technotronic"
- Lonnie Gordon - "Happenin' All Over Again"
- Black Kiss Featuring Cherita - "Jump On The Floor"
- Test Pressing - "Calvo Sotelo"

Black Box y 49ers con su estilo diva house y Technotronic con su technodance son los grandes reclamos del recopilatorio. Black Kiss featuring Cherita amplifica el énfasis en el technodance y Olimpia pone el punto italo house. Por su parte, Big Fun y Lonnie Gordon aportan el estilo dance pop y, por otra parte, Peret junto a Castells conforman la dupla Test Pressing, para incluir por primera vez una producción propia: Calvo Sotelo, con estilo hip house.

### Max Mix 11 (1991)
El siguiente volumen de la saga tardó un año entero en aparecer. Entremedias, se lanzó un recopilatorio denominado "Supermax" ante la falta de licencias originales de temas importantes con los que sí contó el Bolero Mix 7 de Quique Tejada. La realización de este megamix contó con temas de segunda fila de Technotronic y versiones de los temas más conocidos de la época. Por otra parte, un par de meses antes de la publicación del Max Mix 11 se comenzó una saga de géneros más duros que también perduró en el tiempo, el Máquina total.
El Max Mix 11 utiliza por primera vez el montaje digital y se abandona el uso de magnetófonos de cinta abierta para la elaboración del máster. Estaba acompañado por una cinta de VHS, donde Peret y Castells explican el proceso de elaboración de un megamix y todo el proceso de masterizado, hasta que finalmente el máster de estudio se convierte en un soporte físico (LP, casete y CD), llegando así al consumidor final.
Cabe destacar que el Max Mix 11 se convertiría en el primero de los Max Mix en el que desaparece la versión mix, que acompañó a la saga desde sus inicios.
La edición en un solo CD del Max Mix 11, compuesta únicamente por 8 temas pero incluyendo la versión mix que no había sido incluida en las ediciones originales de doble CD y doble LP, se distingue de la original porque en la carátula, la caricatura de Castells (abrazado a Peret) sostiene en su mano derecha el mismo Max Mix 11 en edición LP y no una cinta VHS, con la que aparece en las ediciones originales de doble CD y doble LP. Como detalle, en todas las ediciones del Max Mix 11, la caricatura de Castells intenta emular al aventurero de ficción Indiana Jones.

#### Temas incluidos Max Mix 11
- Information Society - "Think"
- Kim Appleby - "Don't Worry"
- Lee Marrow - "To Go Crazy (In The 20th Century)"
- Bizarre Inc - Playing with Knives
- PKA - "Let Me Hear You (Say Yeah)"
- Lonnie Gordon - "Gonna Catch You"
- 2 In A Room - "Wiggle It"
- Technotronic - "Move That Body"
- Tragic Error - "Umbaba"
- MC Magic Max - "I Don't Want Your Love"

En este volumen se vuelve a apreciar una evolución de estilos en donde, aunque aún está presente el technodance con Technotronic y MC Magic Max, ya empieza a perder tirón, al igual que el new beat de Tragic Error. Se mantiene el diva house con Lonnie Gordon que cambia de registro. Information Society representa el resurgimiento del Tecno-pop de ese momento, Kim Appleby el dance pop, Lee Marrow el italo house, 2 In A Room el hip house, Bizarre Inc la rave music y PKA los primeros esbozos del trance.

### Max Mix 12 (1992)
Un año y medio tardó en aparecer la última entrega de la saga. Entremedias, Toni Peret se tomó unos meses de descanso y José María Castells publicó nuevas entregas del Máquina total y, además, creció y cayó la rave music en el mainstream del dance. El Bolero Mix había alcanzado gran cuota de mercado con su volumen 8 el año anterior y que volvía en esas mismas fechas con el 9 y con "La máquina del tiempo"
El otoño de 1992 fue la época del boom de los covers de temas pop y rock de décadas anteriores en estilo italo house a consecuencia del éxito de algunos temas en los meses anteriores. Es por esto que ambos DJs aparezcan con un fondo psicodélico emulando un túnel del tiempo.

#### Temas incluidos Max Mix 12
- KWS - "Rock Your Baby"
- Arthur Miles - "We All Need Love"
- Elastic Band - "Everybody's Talking"
- Ray - "Baker Street"
- Interactive - "Dildo"
- James Brown vs. Dakeyne - "I Got You (I Feel Good)"
- Leavis King - "Year Of The Cat"
- F.R. David - "Words"
- Cascade - "Do What You Wanna Do"
- Lee Marrow - "Do You Want Me"
- Damien - "The Beat"
- Test Pressing - "Fibre"
- DJ Andrew - "This Is A Miracle"

Los dos primeros tercios del megamix son covers de temas de los años 1960s, 1970s y 1980s menos Interactive con su hardcore techno. A partir de ahí son temas del incipiente Eurodance, incluidos Test Pressing y Damien, producidos en la discográfica.

### Reediciones (1993)
En 1993, Max Music reeditó en formato CD todos los volúmenes de la saga, con la salvedad que no se incluyó la recopilación de temas.

### Max Mix Germany y Max Mix USA (1995 y 1996)
Tras la incorporación de Quique Tejada, formando junto a Toni Peret y José María Castells el llamado Dream Team, la discográfica volvió a resucitar el Max Mix en Europa realizando dos recopilatorios. y en México y EE. UU. otros dos.

### Max Mix (1997)
5 años después de la edición del último Max Mix en España se publica el Max Mix - El Auténtico Megamix. Según dicen algunos, cómo debía haber sido el volumen 13 de la saga, no quisieron utilizar tal número y lo dejaron como Max Mix a secas, aunque para diferenciarlo del original, en España se le conoció como Max Mix (El Auténtico Megamix )  y en Alemania y otros países como The New Max Mix. A  pesar de contar con un tracklist bastante comercial este trabajo está considerado uno de los mejores megamixes de la historia por sus mezclas trepidantes y secuencias imposibles. Curiosamente, según comentó el mismo Toni Peret en una entrevista, el Megamix fue realizado en tan solo 3 días.

#### Temas incluidos The New Max Mix
- Sqeezer -	"Sweet Kisses"
- Supertrip - "Dolce Vita"
- Rebeca - "Solo Amante"
- Amber - "This Is Your Night"
- Sheryl Lee Ralph - "In The Evening"
- Spanic - "Suddenly"
- Red 5 - "Da Beat Goes..."
- B.B.E. - "Flash"

y, además, fuera del megamix:
- Lisa & Tori - "People Hold On"
- Da Funk - "Da Funk"
- Divina - "Spacer"
- Your Woman - "Your Woman"
- Caroline - "You And You"
- Berri - "The Sunshine After The Rain"
- Suite - "Say What You Want"
- Blue Boy - "Remember Me"
- Zombie - "Don't Speak"
- Future Breeze - "Why Don't You Dance With Me"
- Karry  &, DJ Tururu - "Take My Love"
- Rochelle - "I Love You Always Forever"
- Heath Hunter & The Pleasure Company - "Revolution In Paradise"
- DJ Carlos - "End Of The Road"
- Reverence - "Dignity"
- Amen - "Anyone But You"

Se advierte el final del Eurodance con nuevas tendencias al Bubblegum dance, dance pop, Eurohouse e inicios del uplifting trance en su modalidad pizzicato.

### Otros recopilatorios (desde 2000)
En México se editan Max Mix 2000 y Max Mix Vol.2, mezclados por Carlos Madrigal para la Max Music México.
Tras la edición de ese disco, finaliza la era Max Mix en la compañía que lo vio nacer y crecer, Max Music, ya que esta cerró sus puertas en 1998, tras numerosos pleitos con compañías rivales, y con la entrada en prisión de unos de sus fundadores, concretamente Miguel Degá Fauré, que posteriormente se fugó.

### Max Mix Vol.1 (El retorno del auténtico megamix) (2007)
En 2007, 10 años después de la edición del último Max Mix y tras expiración del registro, Blanco y Negro Music (durante años rival de Max Music) adquiere los derechos legales por el nombre "Max Mix"
Los encargados de la realización de este nuevo volumen, que provenían del mundo amateur, fueron Javi Villegas y Tony Postigo. Ambos ganadores del concurso realizado por la revista DeeJay en los años 2002 y 2003, respectivamente.
También en el diseño de la carátula se recupera el diseño clásico de las caricaturas de los DJS que se encargaban de mezclar el disco.
En esta ocasión podemos ver a sus autores chocando los brazos levantados hacia arriba y mezclando con una playa de fondo.
En este volumen se vuelve a los origines de la saga. Incluyendo temas de italo disco que tanto éxito le dio a los primeros volúmenes. También incluye una gran novedad, pues es el único Max Mix, que incluye 4 megamixes. Dos realizado por Tony Postigo. Y otros dos realizados por Javi Villegas.
Añadir que los Scratches que aparecen en el megamix son a obra del también megamixer DJ Tedu.

#### Temas incluidos Max Mix Vol.1
- Den Harrow - "Bad Boy (Remix)"
- Brian Ice - "Talking To The Night"
- Ken Laszlo - "Hey Hey Guy"
- Paul Sharada - "Dancing All The Night"
- Ric Fellini - "Welcome To Rimini (Remix)"
- Fred Ventura - "Wind Of Change"
- Camaro's Gang - "Fuerza Major"
- Bad Boys Blue - "You're A Woman"
- Silent Circle - "Multimix"

- Bobby Orlando - "I'm So Hot For You"
- Divine - "Native Love (Step By Step) (84' Remix)"
- Max Him - "Lady Fantasy (Original Mix)"
- Fun Fun - "Baila Bolero"
- Rofo - "You've Got To Move It On"
- Mozzart - "Money"
- Soif De La Vie - "Goddess Of Love"
- Mike Mareen - "Powerplay Mix"
- Max Him - "Japanese Girl (Original Mix)"

### Max Mix Vol. 2 (El retorno del auténtico megamix) (2008)
El 1 de julio de 2008, un año después de editarse el volumen 1, se edita este volumen 2. También de la mano de Javi Villegas y Tony Postigo. De nuevo, se vuelve a los temas Italo disco, más representativos de la época.
Además, 17 años después de que apareciera por última vez en el Max Mix 11, se vuelve a incluir una pista con algunos de los efectos utilizados para la creación del megamix. En la carátula aparece una caricatura de Javi Villegas y Tony Postigo en una playa junto a Sabrina tapándole los pechos con los CD.
Al igual que en el volumen anterior, los scratches incluidos en el Megamix corren a cargo de DJ Tedu.

#### Temas incluidos en el Max Mix Vol. 2
- Sabrina - "Boys Multimegamix"
- Sandy Marton - "People From Ibiza"
- M.C. Miker "G" & DJ Sven - "Holiday Rap"
- Den Harrow - "Future Brain"
- Fancy - "Turbo Dancer Remix"
- Jock Hattle Band - "To Be Or Not To Be"
- Shy Rose - "I Cry For You"
- Rudy & Co - "Mama Radio"
- My Mine - "Can Delight"
- Miko Mission - "Two For Love"
- Baby's Gang - "Challenger"
- Kristian Conde - "Dolce Vita (American Versión)"
- Tatjana - "Awaka Boy"
- Fun Fun - "Happy Station (Scratch Versión)"
- Patrick Colby - "Mandrill"
- Alan Cook - "Bad Dreams (Remix)"
- Mirage - "No More No War (Remix)"
- Koto - "Jabdah (D.J. Versión)"

Nuevos "Max Mix" de nueva generación (a partir de 2010)
En octubre de 2009, con el motivo del 25º aniversario del nacimiento del Max Mix en 1985, se editó el Max Mix 2010 de la mano de Toni Peret,  con temas contemporáneos con el objetivo de descubrir a la gente más joven el concepto de megamix con esta mítica saga.

Hasta la fecha también ha realizado diversos volúmenes al anteriormente citado DJ TEDU, siendo estos el Max Mix 2015 y Max Mix 2017, y aportando una gran dosis de talento y creatividad a la saga que ilusionó a nuevos seguidores del fenómeno megamix.
Para celebrar el 30.º Aniversario de la saga Max Mix, el sello Blanco y Negro Music realizó dos ediciones especiales independientes editados tanto en triple CD como en formato vinilo del Max Mix 30 Aniversario, siendo mezclado uno de los volúmenes por Toni Peret y el otro por Mike Platinas.